# Synagoga Szlamy Fridmana w Łodzi
Synagoga Szlamy Fridmana w Łodzi – prywatny dom modlitwy znajdujący się w Łodzi przy ulicy Staro-Zarzewskiej 5.
Synagoga została zbudowana w 1903 roku z inicjatywy Szlamy Fridmana. Mogła ona pomieścić 40 osób. Podczas II wojny światowej Niemcy zdewastowali synagogę.